# Marécottite
La marécottite è un minerale.